# Katedrála svatého Patrika (Harrisburg)

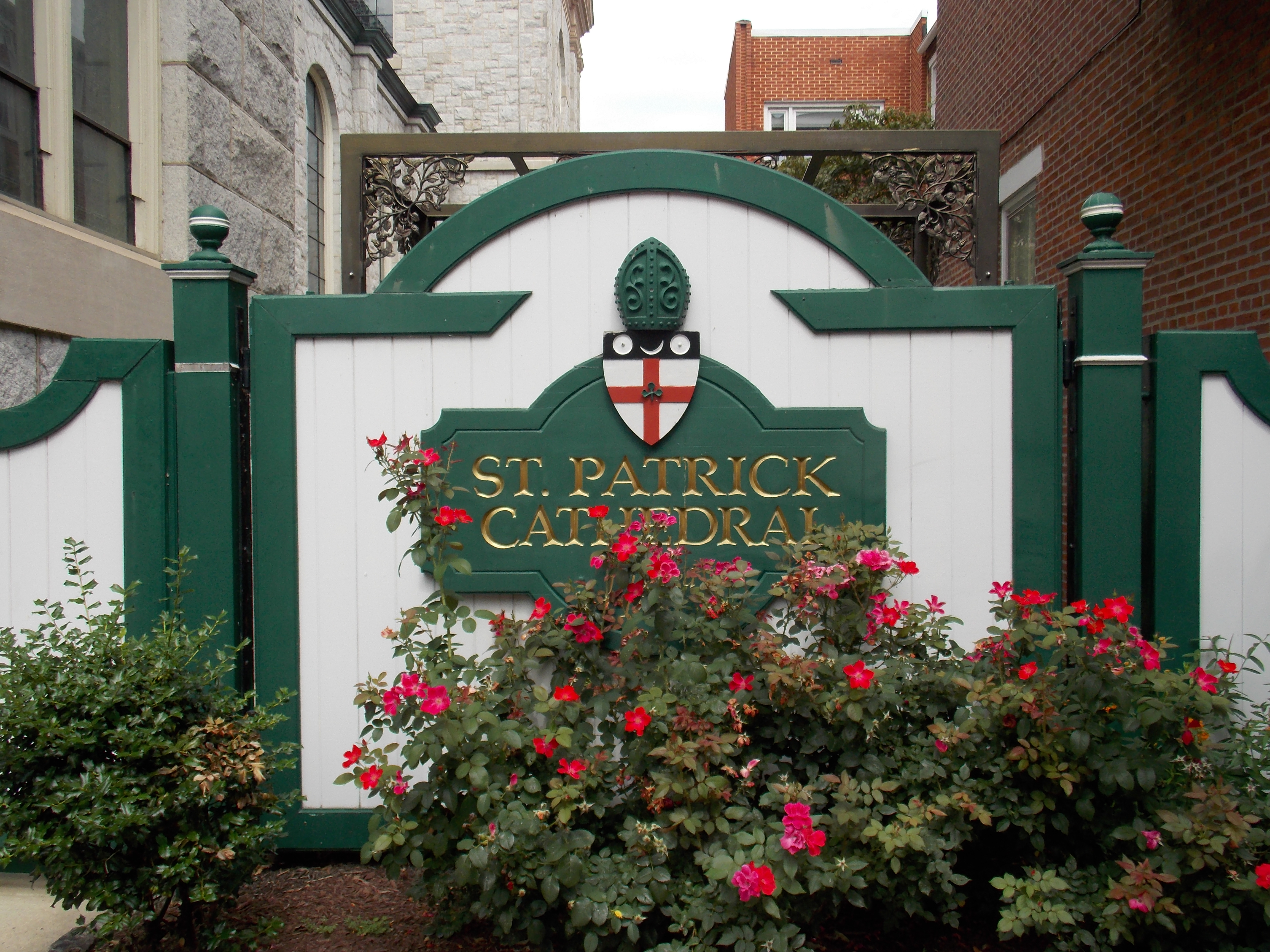
Katedrála svatého Patrika (Harrisburg)

Katedrála svatého Patrika je katedrála římskokatolické církve v centru města Harrisburg, v Pensylvánii. Jedná se o mateřský kostel diecéze Harrisburg, jenž je sídlem biskupa.

## Historie
Katolicismus přišel do centrální Pensylvánie před americkou revolucí. Němečtí jezuité založili kapli Conewago (1730) a kostel Panny Marie (1743) v Lancasteru. V roce 1806 byla v Harrisburgu malá katolická misie. V roce 1813 byl koupen pozemek v Allison Hill a na místě byla postavena kaple. Jak se Harrisburg začal rozvíjet, do města dorazili irští přistěhovalci. Reverend Patrick Leary koupil pozemek na State Street v roce 1824 a základní kámen prvního kostela sv. Patrika byl položen o dva roky později. Kostel byl postaven za 6500 dolarů. Farnost navštívil sv. Jan Nepomuk Neumann, který byl biskupem Filadelfie a tedy biskupem farnosti v letech 1855 a 1857.
Diecéza v Harrisburgu byla založena papežem Piem IX. 3. března 1868. Sv. Patrik byl jmenován prokatedrálou nové diecéze. Biskup John W. Shanahan navrhl v diecézní synodě v roce 1902, aby byla v diecézi postavena trvalá katedrála. Byla vytvořena komise, která přijala plány architekta George I. Lovatta. Ostatky, které byly pohřbeny na farním hřbitově, musely být přemístěny na nový hřbitov Mount Calvary. Nový kostel byl dokončen 1. března 1907. Katedrála byla postavena za 250 000 dolarů.
Kostel byl zařazen do National Register of Historic Places v roce 1976 (č. 76001632) jako součást
Harrisburg Historic District.

## Budova
Katedrála svatého Patrika byla navržena ve stylu neobaroka s neorenesančním vlivem a zakončena klasicismem ovlivněnou kupolí. Vnější část budovy je pokryta žulou ze Severní Karolíny. Interiér je obložen mramorem. Hlavní loď je lemována žulovými sloupy, které nesou klenutý strop. Má čtyřicet čtyři vitráží, které byly dovezeny z Mnichova. Původní oltář byl zhotoven podle oltáře Berniniho v kapli Nejsvětější svátosti v bazilice sv. Petra v Římě. Původní kazatelna byla zdobena vyřezávanými postavami čtyř evangelistů s Beránkem Božím.
Katedrála prošla několika významnými rekonstrukcemi. V letech 1949-1950 byl oltář zjednodušen a kněžiště byl zrekonstruováno, aby poskytlo více prostoru. Interiér kostela byl pokryt freskami. Do dolní části kupole byl přidán nápis, který zní: "Hle, já jsem s vámi po všecky dny až do konce světa." Kněžiště bylo modifikováno v roce 1976. Nový stálý oltář byl vytvořen z vysokého oltáře a umístěn blíže k sboru. Tabernákl byl umístěn u nového oltáře, byla instalována nová kazatelna a biskupská židle byla přemístěna do ústřední pozice.